# Bayel
Bayel ist eine französische Gemeinde mit 741 Einwohnern (Stand: 1. Januar 2022) im Département Aube in der Region Grand Est. Der Ort gehört zum Arrondissement Bar-sur-Aube und zum Kanton Bar-sur-Aube. Zudem ist die Gemeinde Teil des 1994 gegründeten Gemeindeverbands Région de Bar-sur-Aube. Die Einwohner werden Bayellois(es) genannt. Sie haben den Übernamen Les boeufs. Wegen seiner Kristallfabrik wird die Gemeinde auch Cité du cristal (Stadt des Kristalls) genannt.

## Geographie
Bayel liegt am westlichen Ufer der Aube, rund 53 Kilometer ostsüdöstlich von Troyes und sechs Kilometer südöstlich der Kleinstadt Bar-sur-Aube im Osten des Départements Aube an der Grenze zum Département Haute-Marne. Die Gemeinde besteht aus dem Dorf Bayel und mehreren Höfen und ist weitflächig von Wald bedeckt.
Nachbargemeinden sind Lignol-le-Château im Norden und Nordosten, Rennepont (im Département Haute-Marne) im Osten, Longchamp-sur-Aujon im Süden, Ville-sous-la-Ferté im Südwesten, Baroville im Westen sowie Fontaine und Bar-sur-Aube im Nordwesten. 

## Geschichte
Erste Siedlungsspuren stammen aus der Eisenzeit. Der Ort wird erstmals im Jahr 1101 als Bayer namentlich erwähnt. Im Jahr 1678 nahm die Kristallfabrik Manufacture Royale en Cristaux de Bayel (heute Cristallerie Royale de Champagne) ihren Betrieb auf. Bis zur Französischen Revolution lag Bayel innerhalb der Provinz Champagne. Die Gemeinde gehörte von 1793 bis 1801 zum Distrikt Bar-sur-Aube. Seit 1801 ist sie Teil des Arrondissements Bar-sur-Aube. Von 1793 bis 1801 war der Ort dem Kanton Longchamp-sur-Aujon zugeteilt. Seit 1801 liegt die Gemeinde innerhalb des Kantons Bar-sur-Aube. 

### Bevölkerungsentwicklung
| Jahr      | 1962 | 1968 | 1975 | 1982 | 1990 | 1999 | 2006 | 2012 | 2018 | 2020 |
| Einwohner | 1392 | 1353 | 1282 | 1111 | 960  | 860  | 860  | 813  | 751  | 747  |

Quellen: Cassini und INSEE

## Sehenswürdigkeiten
- Dorfkirche Saint-Martin
- Schloss Château de Bayel
- Gutshof Ferme de la Borde
- Denkmal für die Gefallenen[1]
- Museum Écomusée de Bayel (Kristalle und Gesteine)

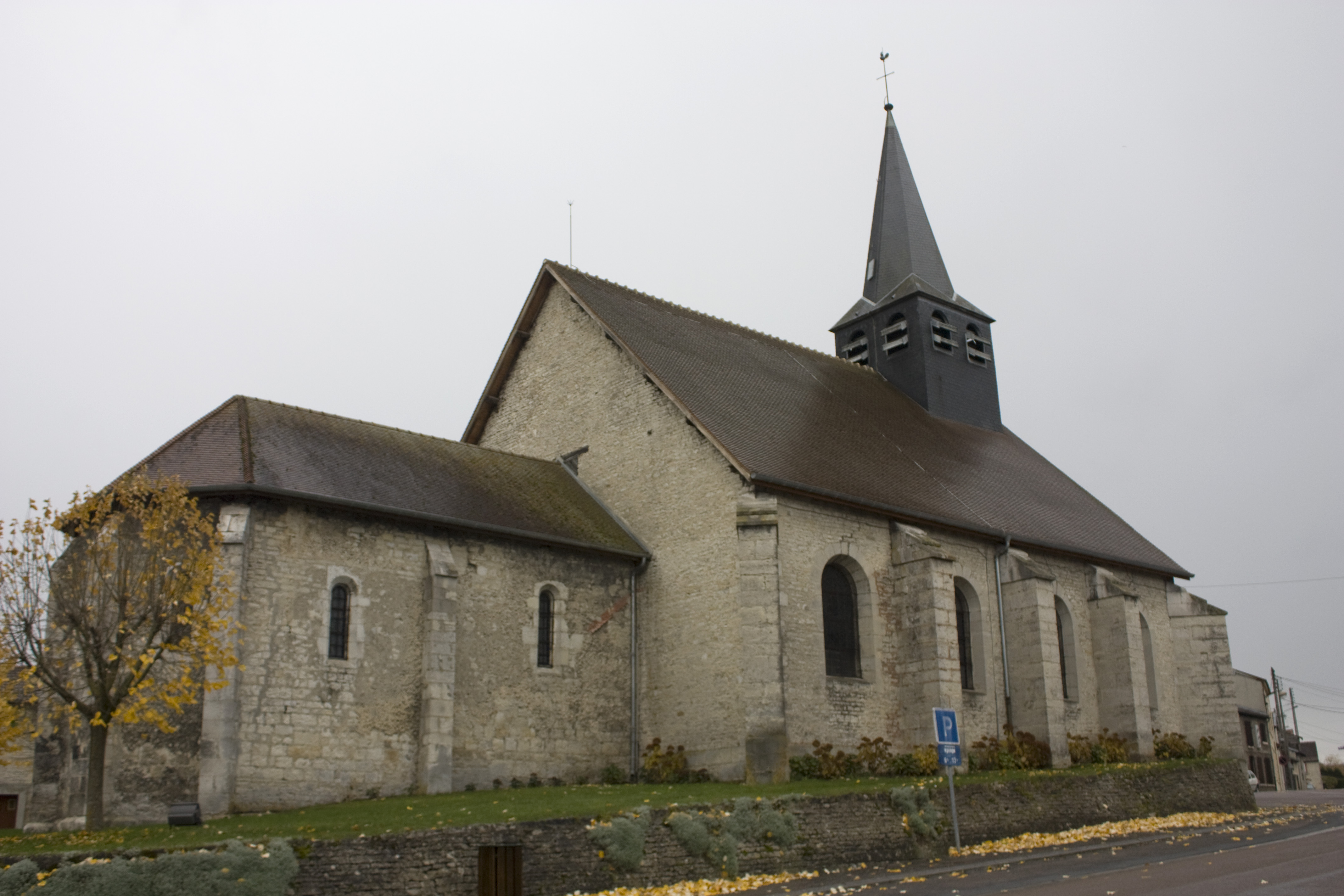
Dorfkirche Saint-Martin
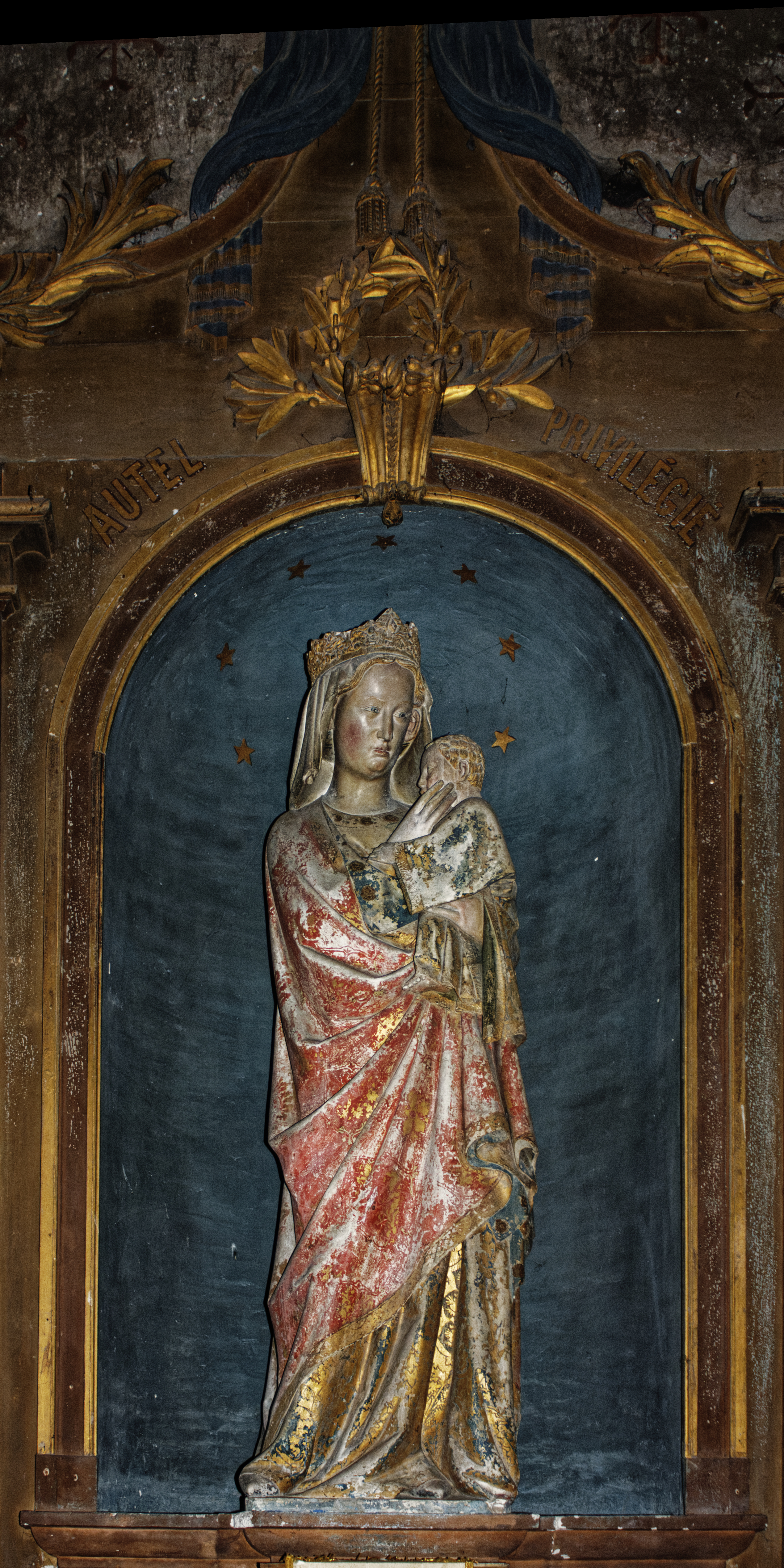
Statue Notre-Dame de Belroy in der Kirche
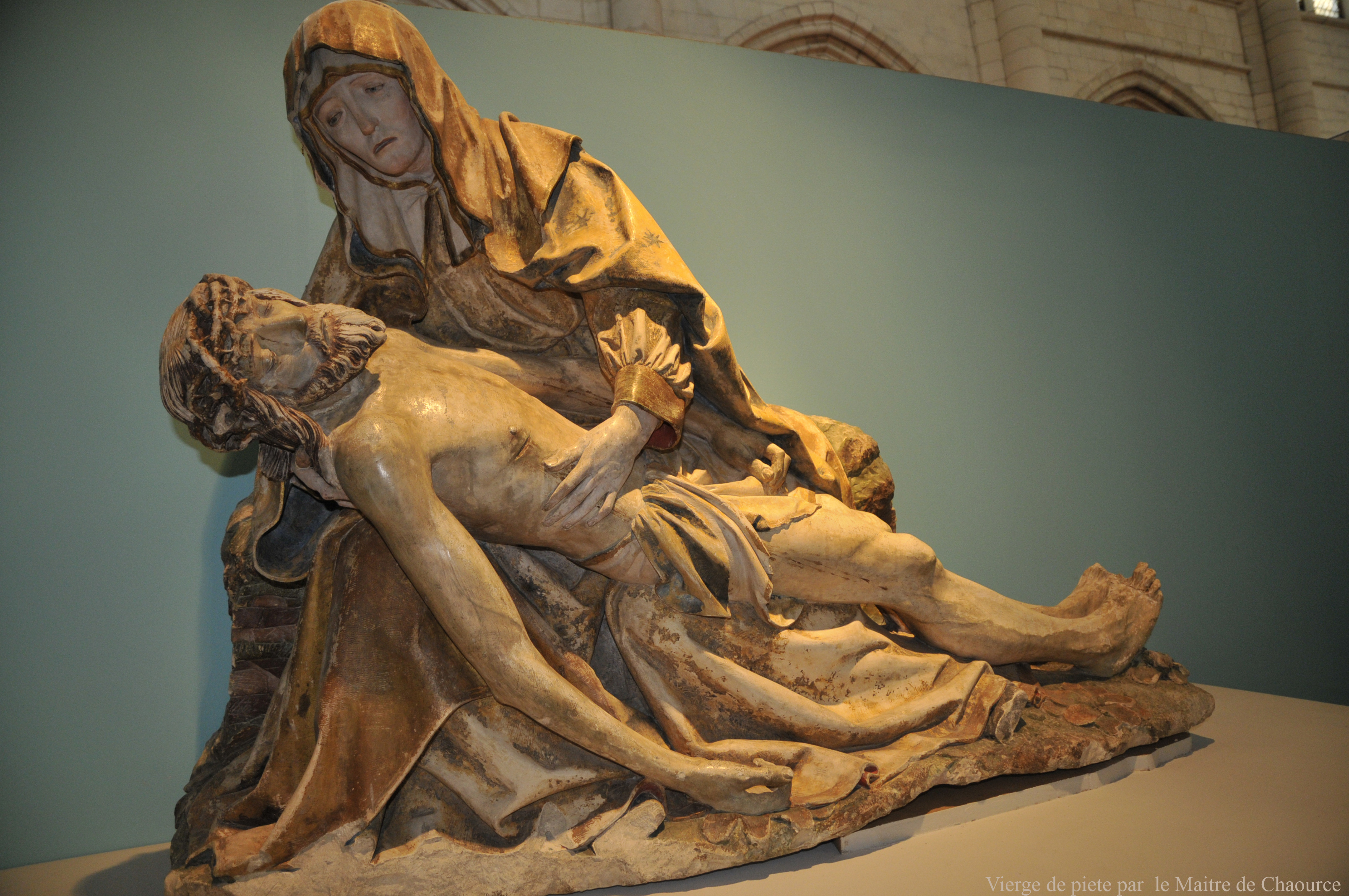
Barmherzige Jungfrau/Vierge de pitie in der Kirche